# Vic Perrin
Vic Perrin, nato Victor Perrin (Menomonee Falls, 26 aprile 1916 – Los Angeles, 4 luglio 1989), è stato un attore statunitense.
Ha recitato in oltre 25 film e in oltre 100 produzioni televisive. È stato accreditato anche con il nome Victor Perrin.

## Filmografia

### Cinema
- La città magica (Magic Town), regia di William A. Wellman (1947)
- La preda della belva (Outrage), regia di Ida Lupino (1950)
- La tua bocca brucia (Don't Bother to Knock), regia di Roy Ward Baker (1952)
- L'amante di ferro (The Iron Mistress), regia di Gordon Douglas (1952)
- The Twonky, regia di Arch Oboler (1953)
- I pirati della metropoli (The System), regia di Lewis Seiler (1953)
- Giulio Cesare (Julius Caesar), regia di Joseph L. Mankiewicz (1953)
- Eternamente femmina (Forever Female), regia di Irving Rapper (1953)
- L'assedio di fuoco (Riding Shotgun), regia di André De Toth (1954)
- Mandato di cattura (Dragnet), regia di Jack Webb (1954)
- Pioggia di piombo (Black Tuesday), regia di Hugo Fregonese (1954)
- Heavenly Bodies!, regia di Russ Meyer (1963)
- The Searching Eye, regia di Saul Bass (1964)
- Joy in the Morning, regia di Alex Segal (1965)
- Dominique (The Singing Nun), regia di Henry Koster (1966)
- Un milione di anni fa (One Million Years B.C.), regia di Don Chaffey (1966)
- The Bubble, regia di Arch Oboler (1966)
- Vixen!, regia di Russ Meyer (1968)
- Bullitt, regia di Peter Yates (1968)
- Airport, regia di George Seaton (1970)
- Il falso testimone (Zig Zag), regia di Richard A. Colla (1970)
- L'uomo del Klan (Klansman), regia di Terence Young (1974)
- Hindenburg (The Hindenburg), regia di Robert Wise (1975)
- Black Oak Conspiracy, regia di Bob Kelljan (1977)

### Televisione
- Oboler Comedy Theatre – serie TV, un episodio (1949)
- Dragnet – serie TV, 16 episodi (1952-1958)
- Biff Baker, U.S.A. – serie TV, un episodio (1953)
- Four Star Playhouse – serie TV, un episodio (1953)
- Lassie – serie TV, 2 episodi (1954-1958)
- For the Defense – film TV (1954)
- Adventures of Superman – serie TV, un episodio (1954)
- Rocky Jones, Space Ranger – serie TV, 3 episodi (1954)
- Waterfront – serie TV un episodio (1954)
- Il sergente Preston (Sergeant Preston of the Yukon) – serie TV, 48 episodi (1955-1958)
- TV Reader's Digest – serie TV, un episodio (1955)
- I segreti della metropoli (Big Town) – serie TV, un episodio (1955)
- Soldiers of Fortune – serie TV, un episodio (1955)
- The Man Behind the Badge – serie TV, un episodio (1955)
- Celebrity Playhouse – serie TV, episodi 1x04-1x07 (1955)
- Gunsmoke – serie TV, 5 episodi (1956-1964)
- Lux Video Theatre – serie TV, un episodio (1956)
- Frontier – serie TV, un episodio (1956)
- Crusader – serie TV, episodio 1x38 (1956)
- Studio 57 – serie TV, un episodio (1956)
- Have Gun - Will Travel – serie TV, 5 episodi (1957-1961)
- Richard Diamond (Richard Diamond, Private Detective) – serie TV, un episodio (1957)
- I racconti del West (Zane Grey Theater) – serie TV, un episodio (1957)
- Tales of Wells Fargo – serie TV, 2 episodi (1958-1960)
- Telephone Time – serie TV, episodio 3x19 (1958)
- The Adventures of Jim Bowie – serie TV, un episodio (1958)
- Hi, Grandma! – film TV (1958)
- Trackdown – serie TV, un episodio (1958)
- Alcoa Theatre – serie TV, un episodio (1958)
- Ricercato vivo o morto (Wanted: Dead or Alive) – serie TV, episodio 1x02 (1958)
- Carovane verso il west (Wagon Train) – serie TV, un episodio (1958)
- Black Saddle – serie TV, 3 episodi (1959-1960)
- Gli uomini della prateria (Rawhide) – serie TV, 3 episodi (1959-1965)
- Il tenente Ballinger (M Squad) – serie TV, un episodio (1959)
- Peter Gunn – serie TV, episodio 1x33 (1959)
- The Rifleman – serie TV, un episodio (1959)
- Man Without a Gun – serie TV, un episodio (1959)
- Johnny Staccato – serie TV, episodio 1x03 (1959)
- The Deputy – serie TV, un episodio (1959)
- Gli intoccabili (The Untouchables) – serie TV, 4 episodi (1960-1963)
- Ai confini della realtà (The Twilight Zone) – serie TV, 2 episodi (1960-1963)
- This Man Dawson – serie TV, episodio 1x30 (1960)
- The Brothers Brannagan – serie TV, un episodio (1960)
- Sugarfoot – serie TV, un episodio (1960)
- Michael Shayne – serie TV episodio 1x15 (1961)
- Disneyland – serie TV, un episodio (1961)
- The Rebel – serie TV, un episodio (1961)
- Indirizzo permanente (77 Sunset Strip) – serie TV, 2 episodi (1962-1963)
- Kraft Mystery Theater – serie TV, un episodio (1962)
- Empire – serie TV, un episodio (1962)
- The Wide Country – serie TV, episodio 1x08 (1962)
- The Outer Limits – serie TV, 28 episodi (1963-1965)
- Going My Way – serie TV, episodio 1x16 (1963)
- G.E. True – serie TV, un episodio (1963)
- Perry Mason – serie TV, un episodio (1963)
- Il virginiano (The Virginian) – serie TV, episodio 2x11 (1963)
- Jonny Quest – serie TV, 8 episodi (1964-1965)
- Il dottor Kildare (Dr. Kildare) – serie TV, un episodio (1964)
- The Crisis (Kraft Suspense Theatre) – serie TV, un episodio (1964)
- F.B.I. (The F.B.I.) – serie TV, 4 episodi (1965-1973)
- Star Trek – serie TV, 4 episodi (1966-1967)
- A Man Called Shenandoah – serie TV, episodio 1x18 (1966)
- Space Ghost – serie TV, un episodio (1966)
- Missione Impossibile (Mission: Impossible) – serie TV, 13 episodi (1967-1971)
- Birdman – serie TV, 2 episodi (1967)
- La grande vallata (The Big Valley) – serie TV, episodio 2x19 (1967)
- The Superman/Aquaman Hour of Adventure – serie TV, un episodio (1967)
- Mannix – serie TV, un episodio (1967)
- Gli invasori (The Invaders) – serie TV, un episodio (1967)
- Fantastic 4 – serie TV, un episodio (1967)
- Lancer – serie TV, 2 episodi (1968-1969)
- Dragnet 1967 – serie TV, 5 episodi (1968-1970)
- Le nuove avventure di Huck Finn (The New Adventures of Huckleberry Finn) – serie TV, 3 episodi (1968)
- Selvaggio west (The Wild Wild West) – serie TV, episodio 4x15 (1969)
- Dragnet 1966 – film TV (1969)
- La terra dei giganti (Land of the Giants) – serie TV, un episodio (1969)
- Scooby-Doo, dove sei tu? (Scooby Doo, Where Are You!) – serie TV, 4 episodi (1969)
- Napo, orso capo (Help!... It's the Hair Bear Bunch!) – serie TV (1971)
- Adam-12 – serie TV, 2 episodi (1972-1974)
- Kung Fu – serie TV, un episodio (1973)
- Chase – serie TV, un episodio (1973)
- The Abduction of Saint Anne – film TV (1975)
- Le strade di San Francisco (The Streets of San Francisco) – serie TV, un episodio (1975)
- The UFO Incident – film TV (1975)
- Ultimo indizio (Jigsaw John) – serie TV, un episodio (1976)
- Clue Club – serie TV (1976)
- Wonder Woman – serie TV, 2 episodi (1977)
- Jana della giungla (Jana of the Jungle) – serie TV, 13 episodi (1978)
- The Scooby-Doo/Dynomutt Hour – serie TV, un episodio (1978)
- The Fantastic Four – serie animata, 13 episodi (1978)
- Challenge of the SuperFriends – serie TV, 16 episodi (1978)
- Project UFO – serie TV, 2 episodi (1978-1979)
- Donna Ragno (Spider-Woman) – serie TV, un episodio (1979)
- Buck Rogers (Buck Rogers in the 25th Century) – serie TV, 2 episodi (1979-1981)
- Spider-Man – serie TV (1981)
- Jonny Quest – serie TV, un episodio (1986)